# Коваленко, Юрий Семёнович
Юрий Семёнович Коваленко (8 мая 1942 года — 11 сентября 2007 года) — советский офицер-подводник и гидронавт, Герой Советского Союза (5.05.1989). Капитан 1-го ранга (30.08.1980).

## Биография
Родился в городе Гайсин Винницкой области Украины в семье служащего. Украинец. В 1959 году окончил 10 классов школы рабочей молодежи в селе Трилесы Фастовского района Киевской области. Работал инструктором Фастовского районного комитета ДОСААФ.
В Военно-Морском Флоте с июля 1959 года. В сентябре 1965 года окончил Высшее военно-морское инженерное ордена Ленина училище имени Ф. Э. Дзержинского в городе Ленинграде (ныне — Санкт-Петербург). По окончании училища был направлен на Краснознамённый Северный флот. Службу проходил в должностях инженера-физика группы движения группы регламентных работ по электромеханической части 7-го отделения технического обеспечения подводной лодки отдельной бригады подводных лодок Северного флота (октябрь 1965 — февраль 1966), затем — Учебного центра Военно-Морского Флота (февраль 1966—май 1968), межпоходовой подготовки технических средств 32-го технического экипажа крейсерских подводных лодок Северного флота (май 1968—февраль 1971). В 1971 году вступил в КПСС.
С февраля 1971 по февраль 1973 года — военпред военных представительств Министерства обороны СССР. С февраля 1973 года продолжил службу в специальной воинской части Министерства обороны СССР, Министерства обороны Российской Федерации — 19-м Центре Министерства обороны. Участвовал в испытаниях буксируемого глубоководного комплекса «Селигер».
Указом Президиума Верховного Совета СССР от 5 мая 1989 года за успешное выполнение специального задания командования и проявленные при этом мужество и героизм капитану 1-го ранга Коваленко Юрию Семёновичу присвоено звание Героя Советского Союза с вручением ордена Ленина и медали «Золотая Звезда» (№ 11598).
С ноября 1993 года в запасе. Жил в Москве. Умер 11 сентября 2007 года. Похоронен на Троекуровском кладбище.

## Публикации
- Коваленко Ю. С. Гидронавты // Морской сборник. — 2007. — №№ 6, 7, 8.

## Награды
- Герой Советского Союза (5 мая 1989);
- Орден «За личное мужество» (1993);
- орден Ленина (5 мая 1989);
- орден Красной Звезды (1974);
- орден «За службу Родине в Вооруженных Силах СССР» III степени (1979);
- медали СССР и России.

## Память
В селе Трилесы, около нового здания школы, в которой он учился, установлен бюст, 20 октября 2012 года школе присвоено его имя.